# ليون ماري دوفور
ليون ماري دوفور (بالفرنسية: Léon Marie Dufour)‏ (و. 1861 – 1942 م) هو عالم نبات، وعالم أشنيات فرنسي، توفي في فونتينبلو، عن عمر يناهز 81 عاماً.